# Gran Enciclopedia Catalana
La Gran Enciclopedia Catalana (en catalán Gran Enciclopèdia Catalana) (GEC) es una enciclopedia en catalán editada en Cataluña (España) por Edicions 62. En 1968 comenzó a publicarse por fascículos por subscripción, con enormes dificultades económicas y con gran esfuerzo de los promotores.

## Historia
Max Cahner, fundador junto a Ramon Bastardes de Edicions 62, volvió de la Feria de Fráncfort de 1965 con un ejemplar de la enciclopedia Garzanti y declaró 

Hem de fer el mateix en català
Tenemos que hacer lo mismo en catalán

Su primer director fue Jordi Carbonell. Tras la aparición del segundo volumen, la editorial de Max Cahner tuvo problemas económicos y estuvo a punto de quebrar. La solución llegó de mano de Banca Catalana, a cuya cabeza está el banquero y futuro político Jordi Pujol. Se creó una nueva empresa, denominada Enciclopedia Catalana S.A., separada de Edicions 62, y con Jordi Pujol al frente. El nuevo director fue Joan Carreras Martí.

## Características
Recoge en orden alfabético todo tipo de entradas de todo el mundo, y en especial entradas relacionadas con el ámbito territorial y cultural catalán, donde la obra se muestra muy exhaustiva. También cuenta con un amplio diccionario de léxico común que fue revisado en la primera edición de la obra por Ramon Aramon.
Además del equipo redactor estable de la editorial, cuenta con un conjunto de colaboradores, entre los que hay un gran número de especialistas sobre cada tema. Posteriormente se han publicado diversos volúmenes como apéndices para complementar y actualizar las ediciones, así como una edición digital. En 1991 recibió la Cruz de San Jorge que otorga la Generalidad de Cataluña.
El 19 de febrero de 2008 se anunció la disponibilidad en la red de una página que permite la consulta gratuita de la totalidad de contenidos de la Enciclopedia Catalana.